# BiS (groupe japonais)
Pour les articles homonymes, voir BIS.
BiS (Brand new Idol Society) (新生アイドル研究会, trad. : Shinsei Idol Kenkyuukai) est un groupe féminin de J-pop composé d'idoles japonaises mais cultivant une image non conventionnelle, formé en novembre 2010 et dissous en juillet 2014. Il reformé par une nouvelle génération de membres à partir de juillet 2016.
BiS est l'acronyme de Brand-new idol Society, titre éponyme du premier album du groupe.

## Histoire
Le groupe se constitue autour de la chanteuse surnommée Pour Lui. Celle-ci a débuté en solo en 2009 et a sorti trois singles et un mini album en 2010, Le monde est Pour Lui (みんなのプー・ルイ), avant d'annoncer en septembre 2010 suspendre à sa carrière solo pour constituer un groupe d'idoles. Le recrutement se fait via le site de streaming UStream et le site de musique indie OTOTOY. Le groupe débute en décembre 2010 sous le nom « BiS », avec les membres suivants : Yukiko Nakayama, Rina Yokoyama, Nozomi Hirano et Pour Lui, cette dernière désignée en tant que leader.
Le 1er mars 2011, le groupe diffuse son premier clip sur sa chaine YouTube, BiS. Le 23 mars 2011 sort son premier album, Brand-new idol Society. Le 17 avril 2011 sort le clip Paprika, annoncé comme un hommage au groupe T.A.T.u., extrait de l'album.
Le 24 juin 2011, le groupe annonce le départ de Rina Yokoyama. Le 28 juin 2011, le clip nerve sort sur Youtube.
Le 5 juillet 2011, sort le premier single du groupe, My Ixxx, dont le clip où ses membres apparaissent presque nues, créant une large polémique.
Le 9 juillet 2011 pendant un concert au Shelter de Tōkyō, un nouveau membre, Yufu Terashima, est présentée en remplacement de Rina. Le 20 décembre, pendant leur concert Idol is Dead, Yukiko Nakayama annonce à son tour son départ du groupe pour le 31 décembre 2011.
En 2012, Pour Lui, Hirano Nozomi et Yufu ont joué les rôles principaux du film d’horreur et d’action Idol Is Dead (アイドル・イズ・デッド).
Le 15 avril 2012, le groupe annonce l'arrivée de deux nouvelles membres en remplacement, Rio Michibayashi et Yurika Wakisaka, ainsi que sa signature sur le label Avex Trax. Le groupe fait leurs débuts en major en juillet 2012 avec son premier maxi-single qui sort le 18 juillet suivant pour le label Avex, et le groupe annonce son intention de recruter un sixième membre. Un premier album pour Avex est annoncé pour le 24 octobre 2012 : Idol is Dead.
Au cours de la même année, elles ont formé le groupe spécial BiS Kaidan en collaboration avec le groupe bruitiste Hijokaidan (非常階段)
En janvier 2013, BiS et un autre groupe d'idoles Dorothy Little Happy sortent en collaboration le single Get You. Au printemps 2013, Yurika Wakisaka et Yufu Terashima annoncent leur remise de diplôme. Trois nouveaux membres les remplacent à la suite d’auditions : Saki Kamiya, Tentenko, et First Summer Uika. En septembre 2013, c'est au tour de Rio Michibayashi de quitter le groupe d’idoles. Quelques semaines plus tard, la styliste Junko Koshino et Megumi Koshoji rejoignent BiS. Junko Koshino n’a cependant qu’un rôle de membre honoraire. Les BiS et les Dempagumi.inc sortent en collaboration le single Denden Passion / Idol (でんでんぱっしょん / Idol) en octobre 2013. Il était en vente exclusivement lors de leurs lives.
En décembre 2013, les membres posent nues pour le magazine Quick Japan.
Le film Idol Is Dead –Non-Chan no Propaganda Dai Sensou– (アイドル・イズ・デッド -ノンちゃんのプロパガンダ大戦争-) avec Pour Lui, Hirano Nozomi, Terashima Yufu, et Michibayashi Rio dans les rôles principaux est sorti en janvier 2014. Il s’agit du 2nd épisode de l’histoire.
Début 2014, BiS annonce sa dissolution  et sort un dernier single Final Dance / nerve est sorti en mai ainsi qu'une compilation en juillet en guise de conclusion. Le groupe se sépare officiellement le 8 juillet 2014 après un dernier concert à la Yokohama Arena.

### Après BiS
Les membres poursuivent leur propres activités après BiS :
- En juillet 2014, Saki Kamiya forme le duo d’idoles Pla2me avec Mari Mizuta, connue sous le nom d'Izukoneko. Elles ont signé chez le label d'idoles T-Palette Records[5].
- En septembre 2014, Megumi Koshoji apparaît dans un clip vidéo du 1er single en major de Seiko Oomori.
- Pour Lui a continué ses activités avec Lui Frontic◇Matsukuma Japan formé en mars 2014. Le groupe s’est cependant séparé fin 2014.
- En novembre 2014, Megumi Koshoji fonde le groupe d’idoles Maison Book Girl aux côtés des membres de Miss iD.
- Tentenko poursuit sa carrière en tant que DJ.
- Yufu Terashima, qui avait déjà quitté le groupe avant sa dissolution, poursuit une carrière en solo.
- En mars 2015, Nozomi Hirano et First Summer Uika forment, avec Momose Momo et Akira le groupe Billie Idle

Un film BiS Cannonball (BiSキャノンボール) sortira au cinéma en février 2015 au Japon.

### Retour de BiS
L'ancienne leader Pour Lui relance le groupe en juillet 2016, deux ans après sa dissolution. Elle est cependant le seul membre actif et sort un nouveau clip vidéo de la chanson BiSBiS le même mois ; la chanson est sortie en version numérique le 7 juillet.
Il est finalement annoncé peu après que des auditions auront lieu pour recruter de nouveaux membres. Seulement 11 finalistes sont révélées le 31 août 2016. Mais seulement quatre seront promues comme nouveaux membres du groupe peu après : Kika Front Frontal, Aya Eight Prince, Peri Ubu et Go Zeela.
La nouvelle formation du groupe sort un nouvel album intitulé Brand-new Idol Society 2 le 9 novembre 2016 ; ceci est considéré comme un album de relance du groupe. Le groupe sort ensuite un autre album  en février 2017 intitulée Re:STUPiD.
Le 2 avril de la même année, le groupe accueille deux nouveaux membres : Pan Luna Leafy et Momoland.

## Membres

### Membres actuels
| Nom                | Japonais                     | Surnom(s)           | Date de naissance | Âge    | Date d'intégration | Rôle                              | Note                                                                |
| ------------------ | ---------------------------- | ------------------- | ----------------- | ------ | ------------------ | --------------------------------- | ------------------------------------------------------------------- |
| Go Zeela           | ゴ・ジーラ                   | Gojira (ゴジラ)     | 26 août           |        | 3 septembre 2016   | Incarne le monstre du groupe      |                                                                     |
| Aya Eight Prince   | アヤ・エイトプリンス         | Ayapuri (アヤプリ)  | 2 mai 1993        | 31 ans | 3 septembre 2016   |                                   | Transférée chez le groupe Gang Parade de mai 2017 à mars 2018       |
| Peri Ubu           | ペリ・ウブ                   | Peri tan (ペリたん) | 5 octobre 1999    | 25 ans | 3 septembre 2016   | Incarne le membre à la vie facile | Son nom fait référence à celui du groupe de rock américain Pere Ubu |
| Kika Front Frontal | キカ・フロント・フロンタール | Kika Nee (キカねぇ) | 18 septembre      |        | 3 septembre 2016   |                                   |                                                                     |
| Pan Luna Leafy     | パン・ルナリーフィ           |                     |                   |        | 2 avril 2017       |                                   |                                                                     |

### Ex-membres
- Notes = Il s'agit ici des membres diplômés et ayant quitté le groupe avant sa dissolution de juillet 2014.

| Nom              | Japonais                           | Surnom(s)            | Date de naissance et Âge | Date d'intégration | Date de remise de diplôme | Rôle                             | Infos/Post BiS                                               |
| ---------------- | ---------------------------------- | -------------------- | ------------------------ | ------------------ | ------------------------- | -------------------------------- | ------------------------------------------------------------ |
| Rina Yokoyama    | ヨコヤマリナ                       | Rinahamu (りなはむ)  | 11 avril                 | novembre 2010      | 24 juin 2011              | Incarne la grande sœur énergique | Membre d'origine / Mène le groupe d'idoles Akishibu Project. |
| Yukiko Nakayama  | ナカヤマユキコ                     | Yuke, UK (ユキ), Uke | 11 novembre 1991         | novembre 2010      | 31 décembre 2011          | Incarne la téméraire du groupe   | Membre d'origine / Vocaliste du groupe Morphine Tokyo.       |
| Yurika Wakisaka  | ワキサカユリカ                     | Wakky (ワッキー)     | 18 août 1992             | 15 avril 2012      | 16 mars 2013              | Incarne le membre pur du groupe  |                                                              |
| Yufu Terashima   | テラシマユフ / 寺嶋ゆふ / 寺嶋由芙 | Yuffy (ゆっふぃー)   | 8 juillet 1991           | 9 juillet 2011     | 26 mai 2013               | Incarne l'idole traditionnelle   | Poursuit sa carrière en solo                                 |
| Rio Michibayashi | ミチバヤシリオ                     | Mitchel (ミッチェル) | 6 septembre 1991         | 15 avril 2012      | 22 septembre 2013         | Incarne la terrifiante du groupe | Quitte BiS pour trouver du travail                           |

- Notes = Il s'agit des membres considérés comme étant restés fidèles au groupe jusqu'à sa dissolution en juillet 2014.

| Nom               | Japonais               | Surnom(s)                       | Date de naissance et Âge | Date d'intégration | Date de remise de diplôme | Rôle                                 | Infos/Post BiS |
| ----------------- | ---------------------- | ------------------------------- | ------------------------ | ------------------ | ------------------------- | ------------------------------------ | --- |
| Nozomi Hirano     | ヒラノノゾミ           | Nozoshan, Non-chan (のんちゃん) | 15 mai 1992              | novembre 2010      | 7 juillet 2014            | Incarne le membre au "propre rythme" | Membre d'origine ; Une fan de la K-pop                                                                                       |
| Tentenko          | テンテンコ             | Ten-chan, Tenten                | 27 août 1990             | 26 mai 2013        | 7 juillet 2014            | Incarne la tueuse du groupe          | Le plus petit membre de BiS ; Passionnée de la musique expérimentale / Poursuit sa carrière de DJ                            |
| First Summer Uika | ファーストサマーウイカ | Uipon                           | 4 juin 1990              | 26 mai 2013        | 7 juillet 2014            | Incarne la "bouffonne" du groupe     | Anciennement batteuse de Hijokaidan.                                                                                         |
| Saki Kamiya       | カミヤサキ             | Saki-sama (サキエさん)          | 27 septembre 1991        | 26 mai 2013        | 7 juillet 2014            | Incarne le bel homme                 | Forme le groupe Gang Parade (anciennement nommé Pla2me) en juillet 2014 ; réintègre BiS de mai 2017 à mars 2018              |
| Megumi Koshoji    | コショージメグミ       | Megumon (メグモン)              | 28 septembre 1993        | 10 novembre 2013   | 7 juillet 2014            | Incarne l'idole épicée               | Son physique est souvent comparé à celui de Moga Mogami de Dempagumi.inc ; forme le groupe Maison book girl en juillet 2014. |
| Membre honoraire  |                        |                                 |                          |                    |                           |                                      | |
| Junko Koshino     | コシノジュンコ         | Junko-chan (ジュンコちゃん)     | 25 août 1939             | 29 octobre 2013    | 7 juillet 2014            | Incarne l'idole de la mode           | Membre honoraire à vie ; La plus âgée des idoles à faire ses débuts.                                                         |

- Notes = Il s'agit ici des membres diplômés et ayant quitté le groupe depuis de sa nouvelle formation en juillet 2016.

| Nom      | Japonais   | Surnom(s)          | Date de naissance et Âge | Date d'intégration            | Date de remise de diplôme | Rôle                                        | Infos/Post BiS                                                                             |
| -------- | ---------- | ------------------ | ------------------------ | ----------------------------- | ------------------------- | ------------------------------------------- | ------------------------------------------------------------------------------------------ |
| Pour Lui | プー・ルイ | Puu, Rui, Puu-chan | 20 août 1990             | novembre 2010 et juillet 2016 | juillet 2014 et mars 2018 | Leader / Incarne le vilain membre du groupe | Membre d'origine ; Chanteuse solo ; Reforme BiS en juillet 2016 et le quitte en mars 2018. |
| Momoland | ももらんど |                    |                          | 2 avril 2017                  | 20 avril 2018             |                                             | A quitté le groupe pour de problèmes de santé                                              |

## Discographie

### Albums
Albums studio
1. 23 mars 2011 : Brand-new idol Society
2. 24 octobre 2012 : IDOL is DEAD
3. 5 mars 2014 : Who Killed Idol?
4. 16 novembre 2016 : Brand-new Idol Society 2
5. 22 février 2017 : Re:STUPiD
6. 14 août 2019 : Brand-new idol Society
7. 5 février 2020 : Lookie

EP
1. 26 septembre 2012 : Bisukete (びすけて?)

Compilation
1. 2 juillet 2014 : Uryaoi (うりゃおい?)

### Singles
Singles physiques
1. 3 août 2011 : My Ixxx
2. 19 octobre 2011 : nerve
3. 21 décembre 2011 : primal.
4. 11 avril 2012 : IDOL
5. 18 juillet 2012 : PPCC
6. 13 mars 2013 : BiSimulation (single graduation de Wachy)
7. 26 juin 2013 : DiE
8. 18 septembre 2013 : Fly / Hi (single graduation de Mitchel)
9. 22 janvier 2014 : STUPiG
10. 28 mai 2014 : FiNAL DANCE / nerve
11. 31 mai 2017 : SOCiALiSM
12. 4 octobre 2017 : I can't say NO!!!!!!!

Single numérique
1. 31 janvier 2012 : Tōfu (豆腐?)
2. 7 juillet 2016 : BiSBiS

Singles en collaboration
- 9 janvier 2013 : Get You (BiS × Dorothy Little Happy)
- 12 octobre 2013 : Denden Passion / Idol (でんでんぱっしょん / Idol?) (BiS × Dempagumi.inc)